# Pseudogaurax himalayensis
Pseudogaurax himalayensis är en tvåvingeart som beskrevs av Cherian 1976. Pseudogaurax himalayensis ingår i släktet Pseudogaurax och familjen fritflugor. Inga underarter finns listade i Catalogue of Life.